# Campionati mondiali di nuoto in vasca corta 2024 - 1500 metri stile libero femminili
La gara dei 1 500 metri stile libero femminili dei campionati mondiali di nuoto in vasca corta 2024 si è svolta il 15 dicembre 2024 presso la Duna Aréna di Budapest.

## Podio
| Pos.    | Atleta            | Nazione     |
| ------- | ----------------- | ----------- |
| Oro     | Isabel Marie Gose | Germania    |
| Argento | Simona Quadarella | Italia      |
| Bronzo  | Jillian Cox       | Stati Uniti |

## Record
Prima della manifestazione il record del mondo (RM) e il record dei campionati (RC) erano i seguenti.
|  | 15'08"24 | Katie Ledecky  | 29 ottobre 2022 Toronto    |
|  | 15'21"43 | Lani Pallister | 16 dicembre 2022 Melbourne |

Durante la competizione non sono stati migliorati record.

## Programma
| Data             | Ora         |
| ---------------- | ----------- |
| 15 dicembre 2024 | 10:57/19:07 |

## Risultati
| Pos.    | Batteria | Corsia | Atleta                     | Nazionalità   | Tempo       | Note |
| ------- | -------- | ------ | -------------------------- | ------------- | ----------- | ---- |
| Oro     | 3        | 3      | Isabel Marie Gose          | Germania      | 15'24"69    |      |
| Argento | 3        | 5      | Simona Quadarella          | Italia        | 15'30"14    |      |
| Bronzo  | 2        | 7      | Jillian Cox                | Stati Uniti   | 15'41"29    |      |
| 4       | 3        | 4      | Anastasiia Kirpichnikova   | Francia       | 15'43"33    |      |
| 5       | 3        | 1      | Tiana Kritzinger           | Australia     | 15'44"44    |      |
| 6       | 2        | 5      | Moesha Johnson             | Australia     | 15'45"07    |      |
| 7       | 3        | 2      | Amelie Blocksidge          | Gran Bretagna | 15'47"28    |      |
| 8       | 3        | 8      | Beatriz Dizotti            | Brasile       | 15'49"09    |      |
| 9       | 2        | 0      | Gan Ching Hwee             | Singapore     | 15'50"37    |      |
| 10      | 3        | 7      | Ajna Késely                | Ungheria      | 15'52"96    |      |
| 11      | 2        | 8      | Kate Hurst                 | Stati Uniti   | 15'55"11    |      |
| 12      | 3        | 6      | Kseniia Misharina          | NAB           | 15'55"80    |      |
| 13      | 2        | 1      | Eve Thomas                 | Nuova Zelanda | 15'56"27    |      |
| 14      | 2        | 6      | Leticia Fassina Romão      | Brasile       | 15'59"08    |      |
| 15      | 1        | 6      | Artemis Vasilaki           | Grecia        | 16'01"96    |      |
| 16      | 2        | 2      | Viktória Mihályvári-Farkas | Ungheria      | 16'03"59    |      |
| 17      | 1        | 5      | Emma Finlin                | Canada        | 16'03"98    |      |
| 18      | 2        | 3      | Wu Ruoxin                  | Cina          | 16'07"99    |      |
| 19      | 1        | 2      | Stephanie Houtman          | Sudafrica     | 16'09"12    |      |
| 20      | 1        | 4      | Chen Yijing                | Cina          | 16'14"87    |      |
| 21      | 1        | 1      | Sasha Gatt                 | Malta         | 16'32"58    |      |
| 22      | 1        | 3      | Ada Hakkarainen            | Finlandia     | 16'33"85    |      |
| 23      | 2        | 9      | Delfina Dini               | Argentina     | 16'35"19    |      |
| 24      | 1        | 7      | Kim Chae-yun               | Corea del Sud | 16'43"48    |      |
| DNS     | 2        | 4      | Deniz Ertan                | Turchia       | Non partita |      |